# Brianna Brown
Brianna Lynn Brown (St. Paul, Minnesota, 2 de octubre de 1979) es una actriz estadounidense nacida el 2 de octubre de 1979 en Saint Paul, Minnesota. Es conocida por haber interpretado a Lisa Niles en General Hospital y a Taylor Stappord en Devious Maids.

## Biografía
Brown nació en Saint Paul, Minnesota y asistió al St. Olaf College. Tras sus inicios como cantante, ella cambió su enfoque a la actuación después de ser convencida por una profesora.

### Carrera
Brown debutó en televisión en 1999 en un episodio de la serie Freaks and Geeks, a esto le siguieron participaciones en CSI: Crime Scene Investigation, Smallville, Entourage, Without a Trace, The Closer, Joey y Criminal Minds. Así mismo, ha protagonizado películas como Night of the Living Dead 3D y Timber Falls, pero es conocida por sus participaciones en Virgen a los 40 y Knocked Up.
En 2009 fue elegida como Lisa Niles en la telenovela General Hospital, donde participó hasta junio de 2011. En ese mismo año interpretó a una informante encubierta de la CIA en la serie de Showtime Homeland.
En 2012 obtuvo el papel de Taylor Stappord en la dramedia Devious Maids, emitida en 2013 por el canal Lifetime, tras ser desechada por la cadena ABC. Brown abandonó la serie al término de la primera temporada. En 2014 fue contratada para interpretar a Lena Lawrence en la serie de la ABC The Whispers, junto a Lily Rabe, Barry Sloane y Milo Ventimiglia. El 11 de junio de 2014, se dio a conocer que Brown dejaba la serie por «razones creativas».

## Filmografía
| Cine       | Cine                                               | Cine                  | Cine                                                      |
| Año        | Película                                           | Rol                   | Notas                                                     |
| ---------- | -------------------------------------------------- | --------------------- | --------------------------------------------------------- |
| 2001       | The Animal                                         | Other Mob             |                                                           |
| 2003       | Yuri & Me                                          | Dee Dee               | Cortometraje                                              |
| 2003       | Hollywood Homicide                                 | Shawna                |                                                           |
| 2004       | Spider-Man 2                                       | Pasajera del tren     |                                                           |
| 2005       | The Storyteller                                    | Susan                 |                                                           |
| 2005       | Virgen a los 40                                    | Chica del bar         |                                                           |
| 2005       | Conversations with Other Women                     | Novia                 |                                                           |
| 2005       | Ex Post Facto                                      | Lynn                  | Cortometraje                                              |
| 2005       | National Lampoon's Adam and Eve                    | Cindy                 |                                                           |
| 2006       | Night of the Living Dead 3D                        | Barb                  |                                                           |
| 2006       | Love's Abiding Joy                                 | Melinda Klein         |                                                           |
| 2007       | Knocked Up                                         | Amiga de Allison      |                                                           |
| 2007       | No Destination                                     | Aryl                  | Cortometraje                                              |
| 2007       | Timber Falls                                       | Sheryl                |                                                           |
| 2010       | The Lost Tribe                                     | Alexis                |                                                           |
| 2010       | The Encounter                                      | Bretta Louie Van Seil |                                                           |
| 2011       | Retail Therapy                                     | Brianna Hyatt         | Cortometraje                                              |
| 2013       | Screwed                                            | Jen                   |                                                           |
| 2014       | One Moment Please...                               | Srita. Van Seil       |                                                           |
| 2014       | Limbo                                              | Jessica Swan          | Cortometraje                                              |
| 2015       | The Storyteller                                    | Susan                 |                                                           |
| 2015       | Kiss Me, Kill Me                                   | Amanda                |                                                           |
| Televisión |                                                    |                       |                                                           |
| Año        | Título                                             | Rol                   | Notas                                                     |
| 1999       | Search for the Jewel of Polaris: Mysterious Museum | Kim                   | Película para televisión                                  |
| 1999, 2000 | Freaks and Geeks                                   | Porrista/Rubia alegre | 2 episodios                                               |
| 2001       | Special Unit 2                                     | Candy                 | Episodio: "The Depths"                                    |
| 2002       | Off Centre                                         | Cliente               | Episodio: "The Gas Crisis"                                |
| 2002       | Robbery Homicide Division                          | Jules Azar            | Episodio: "In/Famous"                                     |
| 2002       | CSI: Crime Scene Investigation                     | Jane Galloway         | Episodio: "Stalker"                                       |
| 2003       | Lost at Home                                       | Lisa                  | 2 episodios                                               |
| 2003       | CSI: Miami                                         | Amanda                | Episodio: "Big Brother"                                   |
| 2004       | Smallville                                         | Abigail Fine          | Episodio: "Facade"                                        |
| 2005       | Joey                                               | Elsa                  | Episodio: "Joey and the Temptation"                       |
| 2005       | Entourage                                          | Vendedora de joyería  | Episodio: "My Maserati Does 185"                          |
| 2006       | Monk                                               | Joanne Raphelson      | Episodio: "Mr. Monk and the Astronaut"                    |
| 2006       | Shark                                              | Carrie Reed           | 2 episodios                                               |
| 2007       | Dash 4 Cash                                        | Noelle                | Película para televisión                                  |
| 2007       | CSI: NY                                            | Heidi Pesco           | Episodio: "The Ride In"                                   |
| 2008       | Without a Trace                                    | Bobby Kruger          | Episodio: "Driven"                                        |
| 2009       | The Closer                                         | Lauren Clark          | Episodio: "Power of Attorney"                             |
| 2009       | Criminal Minds                                     | Megan Kane            | Episodio: "Pleasure Is My Business"                       |
| 2010-2011  | General Hospital                                   | Lisa Niles            | Elenco principal                                          |
| 2011       | Homeland                                           | Lynne Reed            | 2 episodios                                               |
| 2011       | Body of Proof                                      | Molly Anderson        | Episodio: "Love Bites"                                    |
| 2011       | Adults Only                                        | Kris                  |                                                           |
| 2012       | Private Practice                                   | Cita de Sam           | Episodio: "The Standing Eight Count"                      |
| 2012       | CSI: Crime Scene Investigation                     | Paula Bingham         | Episodio: "Tressed to Kill"                               |
| 2012       | Dating Rules from My Future Self                   | Noelle                |                                                           |
| 2012       | Awake                                              | Kate                  | Episodio: "Kate is Enough"                                |
| 2012       | True Blood                                         | Leda                  | Episodio: "We'll Meet Again"                              |
| 2013-2015  | Devious Maids                                      | Taylor Stappord       | Elenco principal (Temporada 1, 3), Invitada (Temporada 2) |
| 2013       | Revenge                                            | Lacey                 | Episodio: "Mercy"                                         |
| 2014       | The Mentalist                                      | Krystal Markham       | Episodio: "White Lines"                                   |
| 2014       | Graceland                                          | Kelly Badillo         | 2 episodios                                               |
| 2015       | Eastsiders                                         | Hillary               | 8 episodios                                               |
| 2015       | Castle                                             | Eva Whitfield         | 1 episodio                                                |
| 2017-2018  | Dynasty                                            | Claudia Blaisdel      | 9 episodios                                               |